# 專姓
專姓，為漢族姓氏，屬罕見姓氏。

## 來源
根據《姓氏考略》、《中國古今姓氏大辭典》，認為是先秦衛國公子專的後裔，以名為氏，而其源頭出自姬姓。
另外吳國專諸則是以地為氏，所以吳郡為郡望。

## 名人
- 專諸：春秋時著名刺客，出身吳國

## 延伸阅读
[在维基数据编辑]